# Chapelle du prieuré Saint-Grégoire de Rungis
La chapelle Saint-Grégoire de Rungis est une chapelle de culte catholique située dans la commune de Rungis et le département du Val-de-Marne, en France.

## Historique
En 1953, des religieux bénédictins qui desservaient les paroisses des environs souhaitaient créer un prieuré. Ils aménagèrent une maison de maître du début du XIXe siècle, située rue du Belvédère. Ce bâtiment devint un prieuré dédié à saint Grégoire.
La chapelle correspondante est faite de deux parties:
- La partie basse, ancienne grange, datant du XIIIe siècle et dépendance de l'ancienne église paroissiale Notre-Dame de Rungis. C'est cette grange qui fut transformée en église dans les années 1950.
- Puis le clocher, ajouté en 1963[2].

La cloche (datée de 1565) provient de l'ancienne église.
En 2020, le prieuré est transformé en centre culturel, confié à l'association Simon de Cyrène de Rungis, et destiné aux personnes en situation de handicap. Les travaux ont donné lieu à des découvertes archéologiques.

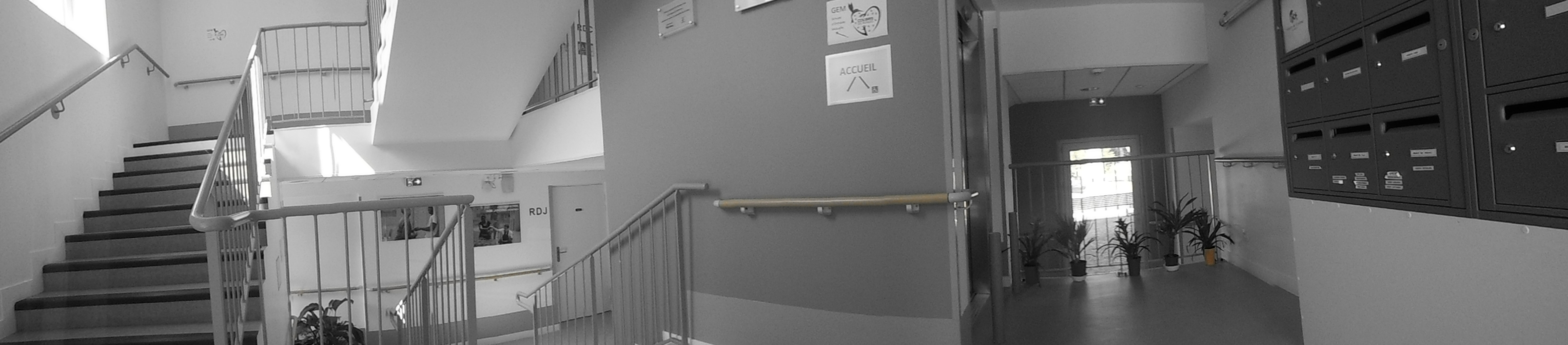
L'association Simon de Cyrène